# マクドゥガル (DD-54)
|          |                                                     |
| 艦歴     |                                                     |
| 発注     |                                                     |
| 起工     | 1913年7月29日                                       |
| 進水     | 1914年4月22日                                       |
| 就役     | 1914年6月16日 1925年5月13日（沿岸警備隊）           |
| 退役     | 1922年5月26日 1933年5月26日（沿岸警備隊）           |
| その後   | 1934年8月22日に売却                                 |
| 除籍     | 1934年7月5日                                        |
| 性能諸元 |                                                     |
| 排水量   | 1,050トン                                           |
| 全長     | 305 ft 6 in (93.1 m)                                |
| 全幅     | 31 ft 1 in (9.5 m)                                  |
| 吃水     | 9 ft 6 in (2.9 m)                                   |
| 機関     | 4缶、蒸気タービン2基、2軸推進、17,000shp            |
| 最大速   | 29ノット (54 km/h)                                  |
| 乗員     | 士官、兵員98名                                      |
| 兵装     | 4インチ砲4門 21インチ連装魚雷発射管4基(予備魚雷8本) |

マクドゥガル (USS McDougal, DD-54) は、アメリカ海軍の駆逐艦。オブライエン級駆逐艦の1隻。艦名はデヴィッド・マクドゥガルに因む。

## 艦歴
マクドゥガルは1913年7月29日にメイン州バスのバス鉄工所で起工した。1914年4月22日にマーガレット・S・レブレトンによって命名、進水し、1914年6月16日にマサチューセッツ州ボストンで代理艦長J・H・フーヴァー大尉の指揮下一時就役し、7月27日にL・C・パーマー少佐の指揮下就役した。
整調後マクドゥガルは大西洋艦隊水雷小艦隊に加わった。アメリカ合衆国の第一次世界大戦参戦に先立ってマクドゥガルはニューヨークおよびニューポート沖で活動し、東海岸沿いに演習および戦術訓練を行った。マクドゥガルはカリブ海へ巡航し、1916年1月から5月まで対抗演習に従事、その間断続的に中立パトロールを行った。1917年1月から3月までマクドゥガルは再びカリブ海で艦隊演習に参加し、その後ニューヨークおよびニューポートに帰還し海外任務の準備に入った。
マクドゥガルは1917年4月24日にボストンを出航、ジョセフ・タウシッグ中佐の指揮するアメリカ駆逐艦隊の1隻としてアイルランドのクイーンズタウンに5月4日到着した。アメリカが第一次大戦に参戦後イギリス軍部隊と共に活動した駆逐艦の中で、マクドゥガルはアイルランド沖の偵察および、ドイツ潜水艦に脅かされたイギリスの港やフランス沿岸に向かう商船団、兵員輸送船団の護衛を行った。マクドゥガルはUボートに対する絶え間ない偵察を行い、交戦地帯での救助活動にも従事した。イギリス船マンチェスター・ミラー (Manchester Miller) が1917年6月5日に雷撃を受け、マクドゥガルは救助に当たり33人の生存者を救った。
マクドゥガルは9月8日、イギリス南西沖で護送船団を護衛していた際に浮上していたUボートに遭遇、全速力でこれを追撃した。Uボートは500ヤード前方で潜水を開始し、マクドゥガルは油のあった場所に2発の爆雷を投下した。マクドゥガルの熟練した操艦と迅速な攻撃により船団は被害を被ること無く、敵艦を排除した。
1918年2月4日、マクドゥガルはアイリッシュ海でイギリス商船グレンマラグ (Glenmorag) と衝突、その後7月半ばまでリヴァプールで修理を受けた。そこから終戦までの数ヶ月間、フランスのブレストを拠点として連合国の港湾に入港する船団の護衛任務に従事した。休戦が成立するとマクドゥガルはウッドロウ・ウィルソン大統領が乗った輸送船ジョージ・ワシントン (SS George Washington) が12月13日にブレストに到着した際、護衛を行った。
マクドゥガルは第7駆逐分艦隊と共に12月21日にブレストを出港し、1919年1月8日にニューヨークに到着した。東海岸沿いの任務を再開し、5月には海軍の水上機が大西洋を横断した歴史的な飛行の海上支援を行った。カリブ海での訓練を完了し、マクドゥガルは8月7日にニューヨークで予備役となった。限定就役状態のままフィラデルフィアおよびチャールストンで活動したが、1921年の夏にはニューイングランド海域で訓練を行った。
マクドゥガルは1922年5月26日にフィラデルフィアで退役した。その後1924年6月7日に財務省に移管され、沿岸警備隊のラム・パトロールに従事した。
1933年6月30日に海軍に返還され、マクドゥガルはそのまま予備役状態で保管された。その後ロンドン海軍軍縮条約に従って1934年6月29日にスクラップとして廃棄が命じられた。1934年7月5日に除籍され、その後8月22日ブルックリンのマイケル・フリン社に売却された。

## 参照
- この記事はアメリカ合衆国政府の著作物であるDictionary of American Naval Fighting Shipsに由来する文章を含んでいます。